# Uromenus innocentii
Uromenus innocentii is een rechtvleugelig insect uit de familie sabelsprinkhanen (Tettigoniidae). De wetenschappelijke naam van deze soort is voor het eerst geldig gepubliceerd in 1885 door Bonnet & Finot.